# Produse apicole
Produs apicol
Produsul apicol este un produs făcut de albine sau obtinut cu ajutorul acestora, precum mierea, ceara, propolisul.